# Centrotoclytus interruptus
Centrotoclytus interruptus là một loài bọ cánh cứng trong họ Cerambycidae.